# Christian Vieri
Christian Vieri (Bologna, 12. srpnja 1973.) umirovljeni je talijanski nogometaš.

## Počeci
Christian Vieri rođen je u Bologni, ali njegova obitelj preselila se u Australiju tijekom 1970-ih godina, te su tamo živjeli u predgrađu Wetherill Park u jugozapadnom dijelu Sydneyja. Sam Vieri tamo je pohađao Prairiewood High School. 
Njegov otac, Roberto Vieri igrao je u sydneyjskom klubu Marconi Stallions, dok je njegov brat Massimiliano Vieri igrao za australsku nogometnu reprezentaciju 2004. Sam Christian Vieri, kao dijete igrao je za tamošnji klub Marconi Juniors (podmladak Marconi Stallionsa), no njegova obitelj ubrzo se vratila u Italiju.

## Klupska karijera

### Karijera od Torina do Juventusa
Vieri je kao dijete nogomet započeo igrati u Marconi Stallionsu. Povratkom u Italiju nastupao je za juniorsku momčad Torina. Odlična igra u juniorima toga kluba omogućila mu je da sljedeće sezone nastupi za prvu momčad Torina. U Serie A i Coppa Italia, Vieri je u klubu skupio sedam nastupa te je postigao jedan pogodak.
U studenom 1992. prodan je u trećeligašu Pisa Calcio u kojem je udvostručio broj nastupa i postignutih pogodaka u odnosu na karijeru u Torinu. U sezoni 1993./94. prodan je u Ravennu gdje je postigao 12 pogodaka, a već sljedeće sezone (1994./95) odlazi u Veneziju (11 postignutih pogodaka).
Po ustaljenom običaju, Vieri sljedeće sezone opet mijenja klub, te odlazi u Atalantu Bergamo. Dobri nastupi u Atalanti privukli su pažnju torinskog Juventusa koji ga dovodi u svoje redove u sezoni 1996./97. 

### Karijera u Juventusu, Atlético Madridu i Laziju
U Juventusu je Vieri s Alenom Bokšićem činio ubojit napadački tandem. Nastupima u Serie A, Vieri je skupio 23 nastupa i postigao 8 pogodaka, dok je u europskim natjecanjima, u 10 nastupa postigao 6 golova.
Ni u Juventusu se Vieri nije zadržao duže od jedne sezone. U sezoni 1997./98 napušta Italiju, te odlazi u madridski Atlético. U Atlético Madridu Vieri je postigao nevjerojatan skor - 24 pogodaka u 24 nastupa za madridski klub u Primeri. Tome je još pridodao 5 pogodaka postignutih u 7 europskih utakmica. Zahvaljujući tome, osvojio je Pichichi trofej za najboljeg strijelca lige.
Nakon Svjetskog prvenstva u Francuskoj 1998., Vieri odlazi u rimski Lazio. U dresu rimskog kluba postigao je 12 pogodaka u Serie A i jedan u europskim natjecanjima, te je s klubom osvojio Kup pobjednika kupova. Upravo je u finalu Vieri postigao svoj jedini gol u Europi te sezone. 

### Karijera u Interu
Njegove sjajne igre duže vrijeme pratio je milanski Inter, te predsjednik Intera, Massimo Moratti dovodi Vierija u klub za tada nevjerojatnih 40 mil. GBP. Također, kao trener, u klub je doveden Marcello Lippi (nakon sjajne prethodne sezone u Juventusu), koji je upravo htio Vierija.
U Interu je Vieri postao ikona kluba za koji je nastupao 6 sezona te skupio 143 prvenstvena nastupa u kojima je postigao ukupno 103 gola.
Dolaskom u Inter, trener Lippi svoj napad temeljio je na napadačkom dvojcu Vieri - Ronaldo. Nažalost, zbog ozljede obaju igraču, njih dvoje nisu često igrali zajedno. Vieri je bio impresivan u prvih nekoliko sezona, no zbog čestih promjena igrača i taktičkih zamisli, Inter se nije mogao boriti za osvajanje Scudetta.
Stoga je u klub doveden argentinski trener Héctor Cúper koji je bio poznat po svojoj "čelićnoj disciplini". Kao i njegov prethodnik (Lippi), i Cúper je imao sjajnu trenersku pozadinu, odnosno dva finala Lige prvaka s Valencijom.
Héctor Cúper stvorio je novi stil igre u Interu, koji je klubu donosio rezultatski razvoj. Tako je Christian Vieri postavljen u žarište napada. U sezoni 2001./02. Vieri je postigao 22 gola u 25 utakmica, te je pred sam kraj sezone Inter postao jedan od najvećih favorita za osvajanje Scudetta. Međutim, u zadnjoj utakmici koja je odlučivala o svemu Inter je u Rimu sramotno poražen od Lazija rezultatom 4:2.
Unatoč tom bolnom porazu, Vieri je i sljedeće sezone igrao briljantno, postigavši 24 pogotka u samo 23 nastupa u prvenstvu. U toj sezoni napadački dvojac Intera činili su Bobo Vieri i Argentinac Hernán Crespo. Iste sezone, Vieri je postigao 3 pogotka u Ligi prvaka, od čega je 2 pogotka postigao kada je bilo najpotrebnije - u četvrtfinalu protiv Valencije. Nažalost, u toj utakmici Vieri je teško ozlijedio nogu, tako da nije participirao u momčadi u obje polufinalne utakmice Lige prvaka protiv gradskog rivala - AC Milana.
Sljedeće sezone (2003./04) Héctor Cúper je smijenjen nakon nekoliko prvenstvenih utakmica, te je umjesto njega doveden Alberto Zaccheroni. Pod vodstvom novog trenera, Vieri nije mnogo igrao. Također, javno je iskazao nezadovoljstvo zbog prodaje Hernána Crespa u londonski Chelsea. U ljeto 2004. Zaccheronija na klupi Intera mijenja Roberto Mancini. Dolaskom Mancinija, Vieri je mnogo utakmica igrao u napadačkom dvojcu s Brazilcem Adrianom. Ipak, zbog ozljede protiv Valencije, Vieri više nije bio toliko ubojit na terenu kao prije što se moglo vidjeti.

### Karijera nakon Intera
U srpnju 2005. dolazi do sporazumnog raskida ugovora između Christiana Vierija i Inter Milana, te odlazi u redove gradskog rivala - AC Milana. Nakon samo šest mjeseci Vieri napušta rossonere jer nije igrao u početnih 11 igrača u sastavu momčadi. Nakon AC Milana, Vieri drugi puta u karijeri napušta Italiju te odlazi u francuski AS Monaco. U "kneževinu" je Vieri otišao prvenstveno iz razloga kao bi igrao redovito u klubu te da izbori mjesto na popisu reprezentativaca za Svjetsko prvenstvo u Njemačkoj 2006. Nažalost, igrajući za AS Monaco, Vieri je 2006. pretrpio tešku ozljedu, te je nakon opsežne operacije odbačena mogućnost da zaigra na svojem trećem uzastopnom Svjetskom prvenstvu.
6. srpnja 2006. Vieri je sa Sampdorijom dogovorio potpisivanje jednogodišnjeg ugovora. Međutim, igrač je kasnije odbio tu mogućnost, te 29. kolovoza iste godine potpisuje za Atalantu Bergamo. Za Atalantu je Vieri već igrao u sezoni 1995./96. dok je 10 godina nakon toga, Vieriju ponođen jednogodišnji ugovor s minimalnom mjesečnom plaćom od 1500 eura. Unatoč toj činjenici, Vieri je u ugovoru potpisao klauzulu kojom može zaraditi po 100.000 eura za svaki postignuti pogodak. Zbog toga je predsjednik kluba Ivan Ruggeri izjavio: "Ako stvari krenu dobro, Vieri će me stajati 2 miljuna eura." Vieri je u klubu nastupio 7 puta (svih sedam puta kao zamjena) te je postigao 2 pogotka (uključujući gol s preko 40 metara protiv Sienne, koji je postigao okrenut golu leđima).
U lipnju 2007. Atalanta je javno obznanila da neće produživati ugovor Vieriju, te nakon završetka postojećeg ugovora s klubom, 30. lipnja 2007., Vieri potpisao jednogodišnji ugovor za Fiorentinu. Službeno je predstavljen novinarima 21. srpnja 2007. Nakon duže vremena, Vieri je ponovo igrao u Europi - u Ligi UEFA te je povećao broj nastupa u prvenstvu (26). Istekom također jednogodišnjeg ugovora, Vieri po treći puta odlazi u Atalantu Bergamo. 30. lipnja 2008. potpisuje jednogodišnji ugovor za klub. Nakon 9 nastupa za klub u prvenstvu, Vieri i Atalanta Bergamo sporazumno su raskinuli ugovor.

## Igračko umirovljenje
Vieri je svoje službeno umirovljeneje proglasio 20. listopada 2009. Međutim, tjedan dana nakon što je proglasio vlastito umirovljenje, Vieri je pregovarao s brazilskim klubom Botafogo-SP o nastupu za klub tijekom 2010. Ipak, Vieri je sukcesivno odbio tu mogućnost te su pregovori propali. Također, propali su i eventualni pregovori o šestomjesečnom ugovoru za portugalsku Boavistu.
Dne 2. travnja 2010. Vieri je optužio Inter za špijuniranje tijekom poznate "Calciopoli sezone", optužujući klupske djelatnike za laganje, te je medijima uputio apel na istragu kluba tijekom tog razdoblja. Bude li Inter Milan proglašen krivim, Scudetto za sezonu 2005./06 osvojit će AS Roma.
Vieri je u srpnju 2016. godine objavio kako se vraća iz nogometne mirovine kako bi zaigrao za jedan kineski klub. Talijan je na svom službenom Instagram profilu objavio kako se vraća nogometu.

## Reprezentacija
Tijekom nastupa za mladu talijansku nogometnu reprezentaciju, Vieri je u 22 skupljena nastupa postigao 11 golova. Za U-21 sastav nastupao je u razdoblju od 1992. do 1996. godine. S mladom reprezentacijom osvojio je europsko prvenstvo za uzrast do 21. godine.
Za seniorsku talijansku reprezentaciju, Vieri je nastupao u razdoblju od 1997. do 2005., te je u 49 nastupa postigao 23 pogotka. Za Italiju je nastupao na Svjetskim prvenstvima u Francuskoj 98' te Južnoj Koreji i Japanu 02', te manje uspješnom EURU u Portugalu 04'. Zbog ozljeda, propustio je EURO u Belgiji i Nizozemskoj 00' i Svjetsko prvenstvo u Njemačkoj 06'.
Vieri se općenito smatra jednim od najvećih talijanskih "čistih" napadača u posljednje vrijeme, unatoč jakoj konkurenciji. Jedan je od najučinkovitijih talijanskih reprezentativnih napadača na Svjetskim prvenstvim (5 pogodaka na Mundijalu u Francuskoj i 4 pogotka na Mundijalu u Južnoj Koreji i Japanu). Čak ga je i brazilska nogometna legenda Pelé u ožujku 2004. stavio na vlastitu listu 125 najboljih živućih nogometaša.
Svoj prvi nastup za talijansku nogometnu reprezentaciju ostvario je tijekom sezone 1996./97 kada je igrao u Juventusu. Ključan je bio i njegov pogodak protiv Rusije u play-off kvalifikacijama za Mundijal u Francuskoj 98'. Na samome prvenstvu u Francuskoj, Vieri je činio napadački dvojac s Robertom Baggiom. Golom protiv Norveške u osmini finala, Vieri je Italiju plasirao u četvrtfinale gdje je Italija poražena od Francuske na jedanaesterce.
EURO 2000. u Belgiji i Nizozemskoj, Vieri je propustio zbog ozljede u utakmici prvenstvenog doigravanja za 4. mjesto u prvenstvu protiv Parme. Ozljedio se nakon sudara s tadašnjim Parminim vratarom Gianluigijem Buffonom. Obojica su zbog težih ozljeda propustila Europsko prvenstvo. Upravo je Buffonova ozljeda najviše "doprinijela" tada malo poznatom Francescu Toldu, koji se na natjecanju iskazao svojim obranama, posebice obranjenim jedanaestercima na odlučujućoj utakmici protiv Nizozemske.
Na Mundijalu u Južnoj Koreji i Japanu, Vieri je igrao sam u napadu, te je u četiri utakmice postigao četiri pogotka. Na tom prvenstvu posebice je bila kontroverzna utakmica Italije protiv Južne Koreje u osmini finala. Vieri je u njoj postigao vodeći pogodak za Italiju već u 18. minuti, nakon kornera kojeg je izveo Francesco Totti. Ekvadorski sudac Javi Moreno na utakmici je sudio u korist Južne Koreje koja je izjednačila tri minute prije kraja utakmice. U produžetku, nakon sučeva crvenog kartona Italija ostaje s igračem manje, dok Južna Koreja postiže zlatni gol i plasman u četvrtfinale.
Na EURU u Portugalu, Bobo Vieri prvi puta nastupa za Italiju na Europskom prvenstvu. Na tom natjecanju Vieri je dobio čast prvi puta nositi dres s brojem 9 (u odnosu na prijašnja dva Mundijala na kojima je sudjelovao s brojem 21). Unatoč tome, Vieri nije postigao pogodak na tome natjecanju.
I ovo natjecanje, kao i dvije godine ranije u Južnoj Koreji, talijaska nogometna javnost pamtit će po kontroverznosti. Naime u posljednjoj utakmici u skupini, Italija je o prolazu u četvrtfinale ovisila o utakmici Danska - Švedska. Osim talijanske pobjede, Azurri su ovisili o pobjedi ili Danske ili Švedske. Također, bila je "prihvatljiva" i neriješena utakmica ali samo se razultatima 0:0 i 1:1. Eventualni neriješeni rezultat od 2:2 ili 3:3 i sl., Italiju bi doveo do ispadanja već u skupini. Mediji su već pisali o eventualnoj "skandinavskoj uroti" koja se dogodila. Utakmica je završena rezultatom 2:2 te je Italija, u odnosu na prijašnji EURO gdje je stigla do finala, ovdje ispala već na samom početku. Zanimljivo je napomenuti, da se ovakav ishod mogao očekivati, jer je prije odigravanja utakmice prikazan navijački transparent na kojem je pisalo "2:2 and spagetti go home" (eng. 2:2 i špageti, odnosno talijani, idu kući)..
Svoje potencijalno treće Svjetsko prvenstvo u Njemačkoj i osvajanje naslova svjetskog prvaka, Christian Vieri je propustio zbog ozljede. Tada je igrao za AS Monaco, te je na prvenstvenoj utakmici Ligue 1 prvenstva protiv PSG-a, 26. ožujka 2006. teško ozlijedio meniskus koljena. Tadašnji talijanski izbornik, Marcello Lippi, izjavio je da bi najvjerojatnije pozvao Vierija u reprezentaciju da nije bilo te "nesretne" ozljede, ali da ne bi igrao u početnih 11.

### Pogoci za reprezentaciju
| #   | Datum               | Mjesto                                           | Protivnik    | Pogodak | Rezultat | Natjecanje                           |
| --- | ------------------- | ------------------------------------------------ | ------------ | ------- | -------- | ------------------------------------ |
| 1.  | 29. ožujka 1997.    | Trst, Italija                                    | Moldavija    | 1 – 0   | 3 – 0    | Kvalifikacije za SP u Francuskoj 98' |
| 2.  | 29. listopada 1997. | Moskva, Rusija                                   | Rusija       | 1 – 0   | 1 – 1    | Kvalifikacije za SP u Francuskoj 98' |
| 3.  | 11. lipnja 1998.    | Parc Lescure, Bordeaux, Francuska                | Čile         | 1 – 0   | 2 – 2    | SP u Francuskoj 98'                  |
| 4.  | 17. lipnja 1998.    | Stade de la Mosson, Montpellier, Francuska       | Kamerun      | 1 – 0   | 3 – 0    | SP u Francuskoj 98'                  |
| 5.  | 17. lipnja 1998.    | Stade de la Mosson, Montpellier, Francuska       | Kamerun      | 2 – 0   | 3 – 0    | SP u Francuskoj 98'                  |
| 6.  | 23. lipnja 1998.    | Stade de France, Saint-Denis, Francuska          | Austrija     | 1 – 0   | 2 – 1    | SP u Francuskoj 98'                  |
| 7.  | 27. lipnja 1998.    | Stade Vélodrome, Marseille, Francuska            | Norveška     | 1 – 0   | 1 – 0    | SP u Francuskoj 98'                  |
| 8.  | 5. rujna 1998.      | Liverpool, Engleska                              | Wales        | 2 – 0   | 2 – 0    | Kvalifikacije za EURO 00'            |
| 9.  | 5. lipnja 1999.     | Bologna, Italija                                 | Wales        | 4 – 0   | 4 – 0    | Kvalifikacije za EURO 00'            |
| 10. | 8. rujna 1999.      | Napulj, Italija                                  | Danska       | 1 – 0   | 2 – 3    | Kvalifikacije za EURO 00'            |
| 11. | 3. lipnja 2002.     | Sapporo Dome, Sapporo, Japan                     | Ekvador      | 1 – 0   | 2 – 0    | SP u Koreji i Japanu 02'             |
| 12. | 3. lipnja 2002.     | Sapporo Dome, Sapporo, Japan                     | Ekvador      | 2 – 0   | 2 – 0    | SP u Koreji i Japanu 02'             |
| 13. | 8. lipnja 2002.     | Kashima Stadium, Kashima, Japan                  | Hrvatska     | 1 – 0   | 1 – 2    | SP u Koreji i Japanu 02'             |
| 14. | 18. lipnja 2002.    | Daejeon World Cup Stadium, Daejeon, Južna Koreja | Južna Koreja | 1 – 0   | 1 – 2    | SP u Koreji i Japanu 02'             |
| 15. | 11. studenog 2002.  | Pescara, Italija                                 | Turska       | 1 – 0   | 1 – 1    | Prijateljska utakmica                |
| 16. | 29. ožujka 2003.    | Palermo, Italija                                 | Finska       | 1 – 0   | 2 – 0    | Kvalifikacije za EURO 04'            |
| 17. | 29. ožujka 2003.    | Palermo, Italija                                 | Finska       | 2 – 0   | 2 – 0    | Kvalifikacije za EURO 04'            |
| 18. | 8. kolovoza 2003.   | Stuttgart, Njemačka                              | Njemačka     | 1 – 0   | 1 – 0    | Prijateljska utakmica                |
| 19. | 11. listopada 2003. | Reggio Calabria, Italija                         | Azerbajdžan  | 1 – 0   | 4 – 0    | Kvalifikacije za EURO 04'            |
| 20. | 2. veljače 2004.    | Palermo, Italija                                 | Češka        | 1 – 0   | 2 – 2    | Prijateljska utakmica                |
| 21. | 31. ožujka 2004.    | Braga, Portugal                                  | Portugal     | 1 – 1   | 2 – 1    | Prijateljska utakmica                |
| 22. | 28. travnja 2004.   | Genoa, Italija                                   | Španjolska   | 1 – 1   | 1 – 1    | Prijateljska utakmica                |
| 23. | 12. listopada 2005. | Stadio Via del Mare, Lecce, Italija              | Moldavija    | 1 – 0   | 2 – 1    | Kvalifikacije za SP u Njemačkoj 06'  |

## Zanimljivosti
- Christian Vieri u većini klubova gdje je igrao, proveo je svega jednu sezonu ili manje (izuzev Intera),
- Vieri je svoj prvi i zadnji pogodak za nacionalnu reprezentaciju postigao protiv Moldove,
- Vieri je svoj prvi i zadnji pogodak za nacionalnu reprezentaciju postigao u kvalifikacijama za Svjetsko prvenstvo (SP 98' u Francuskoj i SP 06' u Njemačkoj).,
- Igrajući za Atlético Madrid, Vieri je u španjolskom prvenstvu imao 100%-tni učinak, odnosno 24 postignuta pogotka u 24 nastupa,
- U kojem god klubu da je nastupao, u svakom je postigao barem jedan prvenstveni pogodak,
- Prve pogotke na Svjetskim prvenstvima 1998. i 2002. za Italiju postigao je upravo Christian Vieri,
- Roberto Baggio i Christian Vieri u međusobnom napadačkom tandemu natupali su za Inter Milan i talijansku reprezentaciju. Osim toga, obojica "zajedno dijele" promašene jedanaesterce u najvažnijim utakmicama. Dok je Baggio promašio važan jedanaesterac u finalu SP-a 94' u SAD-u protiv Brazila, Vieri je u dresu Fiorentine promašio jedanaesterac u uzvratnoj polufinalnoj utakmici Lige UEFA protiv Glasgow Rangersa 2008.

Naime, da je Roberto Baggio uspio realizirati jedanaesterac protiv Brazila, postoje velike šanse da bi Italija 1994. postala novi svjetski prvak. A da je to uspjelo Christianu Vieriju, Fiorentina bi vrlo vjerojatno nastupala u finalu Lige UEFA protiv Zenit Sankt-Peterburga.
- U nekim sportskim medijima izašla je poluprovjerena informacija da je Christian Vieri pregovarao s rumunjskim Rapid Bukureštom u trenutku kada mu je nogometna karijera bila na zalazu.

## Osvojeni trofeji

### Klupski trofeji
| Italija                     | Italija                | Italija |
| Klub                        | Trofej                 | Godina  |
| --------------------------- | ---------------------- | ------- |
| Juventus                    | Interkontinentalni kup | 1996.   |
| Juventus                    | Superkup Europe        | 1996.   |
| Juventus                    | Serie A                | 1997.   |
| Juventus                    | Talijanski Superkup    | 1997.   |
| Lazio                       | Talijanski Superkup    | 1998.   |
| Lazio                       | Kup pobjednika kupova  | 1999.   |
| Inter Milan                 | Talijanski Superkup    | 2005.   |
| Inter Milan                 | Talijanski kup         | 2005.   |
| U-21 reprezentacija Italije | U-21 EURO              | 1994.   |

### Individualni trofeji
| Španjolska                  | Španjolska   |
| Trofej                      | Godina       |
| --------------------------- | ------------ |
| Pichichi trofej             | 1998.        |
| Francuska                   |              |
| Srebrna lopta SP-a 98'      | 1999.        |
| Italija                     |              |
| Nogometaš godine u Serie A  | 1999.        |
| Talijanski nogometaš godine | 1999., 2002. |
| Najbolji strijelac Serie A  | 2003.        |
| Bidone d'oro                | 2009.        |
| FIFA 100                    |              |

## Vanjske poveznice
- Profil igrača na web stranici Atalante Bergamo
- Reprezentativni profil igrača  Arhivirana inačica izvorne stranice od 11. siječnja 2009. (Wayback Machine)
- Statistika Vierijeve karijere
- Arhiva Inter Milana  Arhivirana inačica izvorne stranice od 31. listopada 2011. (Wayback Machine)